# Sentraltind
Il Sentraltind (noto anche come Sentraltinden o Vestre Styggedalstind) è la decima montagna della Norvegia per altezza, appartenente al massiccio dello Hurrungane, nella catena montuosa dello Jotunheimen, nei Monti Scandinavi. È alto 2 348 m s.l.m. e si trova nel comune di Luster, nella contea di Vestland.
La montagna si trova tra i picchi dello Store Skagastølstind e dello Store Styggedalstind.

## Toponimo
La prima parte del nome sentral significa "centrale" e la seconda tind significa "picco di montagna".